# Escápate conmigo
«Escápate conmigo» es una canción del cantante puertorriqueño Wisin, con el cantante puertorriqueño Ozuna, perteneciente a su álbum Victory. Fue lanzado digitalmente el 31 de marzo de 2017. Llegó al número tres en la lista Billboard Hot Latin Songs de los Estados Unidos.

## Descripción
En una entrevista con El Universal, hablando de las diferencias entre la colaboración individual y sus colaboraciones anteriores, Wisin dijo: «Siempre trato de hacer cosas diferentes y audaces y creo que esa es la clave porque cuando lo haces, suceden dos cosas: o no puedes dale a la audiencia lo que quiere escuchar o da algo tan refrescante que puedan conectarse más contigo y con tu música». La canción se filtró previamente en las redes sociales, lo que lo obligó a lanzar oficialmente la canción una semana antes. Cuando se le preguntó acerca de su punto de vista, Wisin dijo: «Ese es el trato. Los artistas tenemos que entender que vivimos en un mundo que ha evolucionado mucho tecnológicamente. Quizás los discos físicos ya no se venden, pero hay diferentes plataformas que ayudan a todo planeta para escuchar nuestra música. A veces ganamos, a veces perdemos, pirateamos temas y eso es parte de la furia, el afecto y el deseo que millones de fanáticos tienen de escuchar tu trabajo; solo tenemos que seguir haciendo buena música y la intención de traer alegría a la gente, eso es lo más importante».

## Recepción comercial
La canción se movió desde 48 a 15 en la cartelera Hot Latin Songs s el 22 de abril de 2017, tras el lanzamiento de su video musical. Ganó 1.4 millones de transmisiones en la semana de seguimiento que finalizó el 6 de abril de 2017. También alcanzó el 5 en la tabla Latin Rhythm Airplay, convirtiéndose en la mejor entrada de Wisin como artista principal desde 2014. También es el segundo mejor gráfico de Ozuna en el Hot Tabla de canciones latinas.

## Versiones

### Versión Remix
Lanzado en versión Trap latino y reguetón. y con la colaboración de Arcángel, De La Ghetto, Bad Bunny, Noriel, Almighty. Recibió críticas positivas.

## Controversia
Antes del estreno del tema, se había liberado un adelanto del tema, interpretado por Wisin junto a Ozuna y Don Omar, sin embargo, cuando se publicó el tema oficial, no se incluyó a Don Omar. Muchos seguidores especularon que el motivo fue por las diferencias que existen entre Ozuna y Don.

## Presentaciones en vivo
El 27 de abril de 2017, Wisin y Ozuna interpretaron la canción en los Premios Billboard Latino de 2017, que se realizó en el Centro Watsco de la Universidad de Miami.

## Posicionamiento en listas

### Semanales
| España (Top 100 Canciones)         | 40 |
| Estados Unidos (Billboard Hot 100) | 63 |
| Estados Unidos (Hot Latin Songs)   | 3  |

### Anual
| Chart (2017)               | Mejor posición |
| -------------------------- | -------------- |
| Argentina (Monitor Latino) | 53             |

## Certificaciones
| País   | Organismo certificador | Certificación         | Ventas certificadas | Ref.   |
| ------ | ---------------------- | --------------------- | ------------------- | ------ |
| México | AMPROFON               | Diamante + 4× Platino | 540 000             | [ 10 ] |